# Sulfaphenazole
Sulfaphenazole (hoặc sulfafenazol) là một chất kháng khuẩn sulfonamid.